# Hiếu Khiết Túc Hoàng hậu
Hiếu Khiết Túc hoàng hậu (chữ Hán: 孝洁肃皇后, 18 tháng 9, 1508 － 31 tháng 10, 1528), là Hoàng hậu thứ nhất tại ngôi dưới triều Minh Thế Tông, vị Hoàng đế thứ 12 của nhà Minh trong lịch sử Trung Quốc.

## Tiểu sử
Hiếu Khiết Túc hoàng hậu mang họ Trần (陈氏), sinh ngày 14 tháng 8 (âm lịch) năm Chính Đức thứ 3 (1508), nguyên quán Nguyên Thành (元城), cha là Tú tài Trần Vạn Ngôn (陳萬言).
Năm 1522, Gia Tĩnh nguyên niên, Trần thị nhập cung, cùng lúc với Trương thục nữ và Văn thục nữ. Tháng 9 năm đó, được sách lập làm Hoàng hậu, khi đó Trần thị vừa 14 tuổi, còn Gia Tĩnh Đế cũng chỉ 15 tuổi.
Gia Tĩnh Đế tính cách nghiêm lệ, đối với Trần hoàng hậu không mấy thụ sủng, mà ông sủng ái Trương Thuận phi và Văn Cung phi.

## Phế hậu
Năm Gia Tĩnh thứ 7 (1528), mùa xuân, Hoàng hậu cùng Gia Tĩnh Đế ngự tọa, Trương Thuận phi và Văn Cung phi tiến dâng trà, Gia Tĩnh Đế thuận thế cầm lấy tay thị. Hoàng hậu đột nhiên tức giận, gạt đi tách trà khiến Gia Tĩnh Đế đại nộ. Hoàng hậu gặp thế kinh sợ, thân đang mang thai thì thai khí chấn động, sau đó sẩy thai.
Sau khi sẩy thai, Trần hoàng hậu bệnh tình không dứt, Gia Tĩnh Đế cũng phiền muộn và phẫn nộ, lệnh cho người đưa bà ra khỏi Khôn Ninh cung (坤寧宮). Gia Tĩnh Đế lại ngầm bàn triều thần Dương Nhất Thanh (杨一清), muốn ý phế truất Hoàng hậu. Tuy vậy, do vin vào việc Trần hoàng hậu bệnh trọng mà bị phế, sẽ tổn hại thanh danh cho hoàng thất, việc bèn thôi.
Ngày 19 tháng 10 (âm lịch) năm ấy, Trần hoàng hậu bệnh mất, thọ 20 tuổi, thụy là Điệu Linh hoàng hậu (悼靈皇后).
Lễ táng của bà bị Gia Tĩnh Đế lược đi không đúng quy chuẩn, táng vào vùng Thiên Thọ sơn (天寿山), là nơi an táng của các Hoàng quý phi và Thái tử nhà Minh. Cấp sự trung Vương Nhữ Mai (王汝梅) khuyên Hoàng đế nên giữ thể diện cho Hoàng hậu, nhưng Hoàng đế không nghe. Sau khi Hoàng hậu mất được 3 tháng, Gia Tĩnh Đế liền phong Trương Thuận phi đang đắc sủng làm Kế hoàng hậu.
Đến năm Gia Tĩnh thứ 15 (1536), Hoàng đế đã nguôi ngoai, theo ý của quần thần cải thụy thành Hiếu Khiết hoàng hậu (孝潔皇后), nhưng vẫn để mộ phần tại Thiên Thọ sơn.
Minh Mục Tông Long Khánh hoàng đế đăng cơ, cải thụy thành Hiếu Khiết Cung Ý Từ Duệ An Trang Tương Thiên Dực Thánh Túc hoàng hậu (孝潔恭懿慈睿安莊相天翊聖肅皇后), hợp táng ở Vĩnh lăng (永陵), phối thờ tại Thái miếu.